# Rosa Leveroni i Valls
Rosa Leveroni i Valls   (Barcelona, 1 d'abril de 1910 - Cadaqués, 4 d'agost de 1985) fou una escriptora catalana. La seva obra de poesia i prosa es recull en els volums Poesia (1981) i Contes (1985), tot i que també va escriure assaig i va fer crítica literària. L'any 1982, va ser guardonada amb la Creu de Sant Jordi de la Generalitat de Catalunya.
La seva poesia s'inspira en la de Carles Riba, i fou una de les fundadores de la revista Ariel. A més de la poesia, conreà l'assaig i la crítica literària sobre Ausiàs March. Els poemes de Rosa Leveroni són senzills i tracten bàsicament els temes de l'amor i la mort. En honor seu, hi ha un premi amb el seu nom el Premi de poesia catalana Rosa Leveroni a Cadaqués.

## Biografia
Rosa de Lima Olímpia Leveroni i Valls fou filla de Manuel Leveron i Capitani, qui descendia d'una família d'armadors genovesos, i de Rosa Valls i Torruella, mestra de formació, però sense excercir. Va néixer al número 47 del Passeig de Gràcia de Barcelona.
Seguí l'ensenyament primari al col·legi Príncep d'Astúries i, fins als dotze anys, a les Dames Negres. Ja d'adolescent mostrà afició literària. El curs 1929-1930 va fer l'examen d'ingrés a l'Escola Superior de la Dona, però el curs 1930-1931 decideix ingressar a l'Escola de Bibliotecàries, on va tenir com a professors Carles Riba, Pere Bohigas, Rafael Campalans, Lluís Nicolau d'Olwer, Marçal Olivar, Joan Petit i Montserrat o Ferran Soldevila, i en va obtenir el títol el 1933. Del seu pas per l'Escola es conserven els apunts de classe (a la Biblioteca de Catalunya, que en conserva tot el seu arxiu personal).
El 1933 va obtenir una beca de la Generalitat per ampliar a Madrid el seu treball de fi de carrera sobre literatura infantil, durant un mes; abans havia fet les pràctiques obligatòries a la Biblioteca popular de Figueres. Amb la carrera acabada va començar a treballar a la biblioteca de la Universitat Autònoma de Barcelona, on de 1936 a 1938 va fer estudis de Filosofia i Lletres. Amb el desenllaç de la guerra civil perd el seu lloc de treball. Es llicencià en filosofia i lletres i a la Universitat de Barcelona. Carles Riba li va prologar el seu primer llibre, Epigrames i cançons (1938).
Rosa Leveroni pertany a la generació de Mercè Rodoreda, Pere Calders o Salvador Espriu, escriptors que van viure la Guerra civil quan començaven a publicar llibres madurs. Per aquest motiu, com a poeta, ha estat inclosa dins la generació del 36. Durant la postguerra, va dedicar-se a la resistència cultural, al costat de Carles Riba, de qui feu d'enllaç amb els resistents de l'interior durant els anys d'exili del poeta. Va guanyar els Jocs Florals de la llengua catalana de Londres (1947) i París (1948). Fins a l'any 1951, no publicà el segon llibre, Presència i record.
El 1982 va rebre la Creu de Sant Jordi i va ser una dels primers membres i sòcia d'honor de l'Associació d'Escriptors en Llengua Catalana (AELC).
El 1948, el seu pare li havia comprat una barraca de pescadors a Portlligat (com a regal substitutiu del dot matrimonial), lloc que esdevindria la cambra pròpia de Leveroni fins a la seva mort.

## Obres

### Poesia
- Epigrames i cançons (1938)
- Presència i record (1952)
- Poesia (1981)

### Assaig i crítica literària
- Les imatges marines en la poesia d'Ausiàs March (1951)
- Maria Novell, recordada (1969)
- Un epistolari de Carles Riba (1940-42)

### Narrativa curta
- Contes (1986)
- L'estranger, L'Horta i Retorn (publicats en diverses antologies)
- Un home de lletres i altres contes (Horsori Editorial, Barcelona, 2011)